# 福岡機場車站
福岡機場車站（日语：／ Fukuoka-kūkō eki */?）是一位於日本福岡縣福岡市博多區大字下臼井的地下鐵車站，隸屬於福岡市交通局。
福岡機場車站在福岡機場的地下。不過，該站只連接至福岡機場的國內線客運大樓，並不連接國際線客運大樓。前往國際線客運大樓的乘客，需要在福岡機場站下車，轉乘免費接駁巴士前往。

## 車站構造
島式月台1面2線的地底車站。設有月台閘門。月台位於地下2樓，地下1樓為大堂。通常使用2號月台，1號月台只於尖峰時段等較多列車時使用。

### 月台配置
| 月台 | 路線   | 目的地                     |
| ---- | ------ | -------------------------- |
| 1、2 | 機場線 | 博多、天神、姪濱、唐津方向 |

## 利用狀況
2017年（平成29年）度的1日平均上車人次為26,728人，次於天神站、博多站，排行第3位。
近年的1日平均上車人次推移如下表。
| 年度               | 1日平均 上車人次 |
| ------------------ | ---------------- |
| 2001年（平成13年） | 20,774           |
| 2002年（平成14年） | 20,746           |
| 2003年（平成15年） | 20,177           |
| 2004年（平成16年） | 20,098           |
| 2005年（平成17年） | 20,017           |
| 2006年（平成18年） | 20,094           |
| 2007年（平成19年） | 20,053           |
| 2008年（平成20年） | 19,885           |
| 2009年（平成21年） | 19,116           |
| 2010年（平成22年） | 18,994           |
| 2011年（平成23年） | 19,732           |
| 2012年（平成24年） | 21,203           |
| 2013年（平成25年） | 22,640           |
| 2014年（平成26年） | 23,748           |
| 2015年（平成27年） | 24,901           |
| 2016年（平成28年） | 25,839           |
| 2017年（平成29年） | 26,728           |

## 外部連結
- 福岡市地下鐵 福岡機場站 （页面存档备份，存于）（日語）